# Joe il pilota
Joe il pilota (A Guy Named Joe) è un film del 1943 diretto da Victor Fleming.
Interpretato da Spencer Tracy, Irene Dunne e Van Johnson, fu il film col maggiore incasso nell'anno 1943. Ottenne una candidatura al premio Oscar al miglior soggetto del 1945. Nel 1989 Steven Spielberg ne fece il remake, intitolato Always - Per sempre, con Richard Dreyfuss come protagonista.

## Trama
Pete Sandidge è uno spericolato pilota di un bombardiere North American B-25 Mitchell della United States Army Air Forces, l'aeronautica militare degli Stati Uniti d'America, in servizio in una base aerea in Inghilterra dalla quale decollano missioni di bombardamento sull'Europa. Pete ha una relazione sentimentale con Dorinda Durston, anche lei pilota, civile ma inquadrata nel Women Airforce Service Pilots (WASP), incaricata di condurre aerei militari attraversando l'Oceano Atlantico.
"Nails" Kilpatrick, l'ufficiale comandante di Pete, decide di trasferire lui ed il suo equipaggio in una base in Scozia, quindi gli offre l'occasione di tornare in patria per assumere l'incarico di istruttore di volo. Dorinda crede che sia l'occasione per concretizzare il loro rapporto e, pregandolo di accettare, lo convince. Pete però decide di compiere un'ultima missione assieme con il suo migliore amico Al Yackey indirizzata a colpire una portaerei tedesca. Durante la missione il velivolo subisce un attacco da parte della caccia della Luftwaffe prima di raggiungere l'obbiettivo schiantandosi in mare dopo averla bombardata.
Pete si ritrova a camminare tra le nuvole dove riesce a riconoscere il suo vecchio amico Dick Rumney che gli rammenta che il suo aereo è stato abbattuto. Dick fa da tramite ad un incontro con "il generale" che assegna un incarico a Pete, deve tornare sulla Terra, dove intanto è passato un anno, per condividere la propria esperienza e la propria conoscenza all'allievo Ted Randall, prima alla scuola di pilotaggio ed in seguito dopo essere diventato pilota da caccia su Lockheed P-38 Lightning nel teatro del Sud Pacifico. Ted scoprirà che il suo ufficiale comandante è Al Yackey.
La situazione si complica quando Ted incontra Dorinda, ancora in lutto, ed essendone attratto cerca di approfondire la conoscenza. Al incoraggia Dorinda a dare al giovane pilota una possibilità e tra i due nasce un sentimento che si intensifica lasciando sgomento il geloso Pete. Quando Dorinda scopre da Al che a Ted è stato dato un incarico estremamente pericoloso, distruggere il più grande deposito di munizioni giapponese nel Pacifico, decide di impossessarsi del suo aereo e di intraprendere la missione al suo posto. Pete la affianca, aiutandola nel suo pericoloso raid e a tornare alla base per riabbracciare Ted. Pete accetta infine che l'amore tra i due abbia ridato serenità alla sua donna e, sentendo che il suo compito è terminato, se ne va.